# 칼 윤
칼 윤(Karl Yune, 1975년 4월 16일 ~ )는 미국의 배우이다. 한국계 미국인으로, 배우 릭 윤의 동생이며, 아나콘다 2에 트란 역으로 출연하기도 하였다.

## 출연 작품
- 게이샤의 추억 - 코이치 역